# Food of Love (film, 1997)
Pour les articles homonymes, voir Food of Love.
Pour plus de détails, voir Fiche technique et Distribution.
Food of Love est un film franco-britannique réalisé par Stephen Poliakoff et sorti en 1997.

## Fiche technique
- Réalisation : Stephen Poliakoff
- Scénario : Stephen Poliakoff
- Production : Canal+, Channel Four Film, Intrinsica Films
- Photographie : Wit Dabal, Denis Lenoir
- Musique : Adrian Johnston
- Montage : Anne Sopel
- Durée :
- Dates de sortie: 
  - France : 19 octobre 1997 (Festival de Cherbourg-Octeville)
  - France : 29 juillet 1998

## Distribution
- Richard E. Grant : Alex Salmon
- Nathalie Baye : Michele
- Joe McGann : Sam
- Sylvia Syms : Mrs Harvey-Brown
- Liz Moscrop : Villiage woman
- Nicola Duffett : Angela
- Holly Davidson : Jessica